# 궁수자리 세타2
궁수자리 세타2(θ2 Sgr)는 궁수자리 방향에 있는 단독성이다. 이 별의 겉보기등급은 +5.3으로 맨눈에 희미하게 보인다. 세타2는 지구에 초당 17.60 킬로미터 속도로 가까워지고 있다. 지구로부터 관측했을 때의 연주 시차 20.62 밀리초각에 의하면 세타2까지의 거리는 약 158 광년이다.
궁수자리 세타2의 스펙트럼은 A4/A5 IV 분광형과 부합되는데 이로부터 항성의 나이는 약 8억 900만 년이며 진화가 진척된 A형 준거성임을 알 수 있다. 적어도 1992년 관측 기간 동안 보여준 바에 따르면 Am 별임이 의심되며 광도가 변화하고 있는 것 같다. 질량은 태양의 약 1.93배에 광구의 유효온도는 8113 켈빈으로 태양 광도의 14배에 해당되는 에너지를 복사하고 있다. 세타2는 초당 45.2 킬로미터의 속도로 자전하고 있다.
궁수자리 세타2 근처에는 안시 동반성 두 개가 있다. 반성 B는 2000년 기준으로 겉보기등급 11.3에 방위각 165° 위치에 세타2로부터 32.8 초각 떨어져 있고, 반성 C는 1965년 기준으로 방위각 104° 위치에 세타2로부터 1.5 초각 떨어져 있다. 그러나 B와 C 둘 다 세타2와 물리적으로 연결되어 있지는 않다.